# Базелска конвенция
Базелската конвенция за контрол на трансграничното движение на опасни отпадъци и тяхното обезвреждане (на английски: Basel Convention on the Control of Transboundary Movements of Hazardous Wastes and Their Disposal), известна накратко като Базелската конвенция, е договор, предназначен да намали движението на опасни отпадъци между държавите и по-специално да предотврати транспортирането на опасни отпадъци от развитите страни до развиващите се страни.
Конвенцията има за цел също да сведе до минимум количеството и токсичността на отпадъците, да гарантира управлението на отпадъците, което отчита качеството на околната среда на най-близкото до мястото, където се създават отпадъци, и да помогне на развиващите се страни за правилното управление на опасните и други отпадъци. Конвенцията не обсъжда радиоактивни отпадъци.

## Определяне на отпадъците от опасни материали
1. Отпадъци, чийто начин на образуване е в списъка на потоците от отпадъци, изброени в приложението към конвенцията, например, отпадъци от производството и формулирането на органични разтворители и тяхното използване.
2. Отпадъци, съдържащи съставки, изброени в списъка, който също е включен в приложението към конвенцията, например кадмий и неговите съединения, живак и неговите съединения и др.
3. Отпадъци, които не се характеризират с нито една от характеристиките на риска, изброени в друг списък, например запалимост, токсичност, корозивност и др.
4. Отпадъците, дефинирани като опасни материали в страната износител, вносител или страната, през която преминават отпадъците.
5. „Други отпадъци“ - битови отпадъци и остатъци, генерирани от изгаряне на битови отпадъци.

Конвенцията е открита за подписване от държавите на 22 март 1989 г. и влиза в сила на 5 май 1992 г. 172 държави са подписали конвенцията.